# پراگیا جایسوال
پراگیا جایسوال (به انگلیسی: Pragya Jaiswal) (زاده ۲۴ ژوئن ۱۹۸۸) بازیگر و مدل هندی است.
از فیلم‌های معروف او می‌توان به بازی در فیلم‌های زنده‌باد ونکاتسایا، عشق من جانکی و برای سرگرمی اشاره کرد.